# Pierre Brasseur
Pierre Brasseur, egentlig Pierre-Albert Espinasse, (født 22. december 1905 i Paris, Frankrig, død 16. august 1972 i Bruneck, Italien) var en fransk skuespiller.
Han debuterede på film i 1924, og fik gennembrud i Marcel Carnés Le Quai des brumes (Tågernes kaj, 1938). Brasseur huskes ikke mindst for rollen som skuespilleren Frédérick Lemaître i Carnés Les Enfants du Paradis (Paradisets børn, 1945). Han spillede ellers et meget stort antal karakterroller i fransk film, i film som Le Plaisir (Kærlighedens glæder, 1952), Porte des Lilas (1957), La Tête contre les murs (1959), Les yeux sans visage (Øjne uden ansigt, 1960).